# Le Beau Monde (film)
Pour les articles homonymes, voir Le Beau Monde et High Society.
Pour plus de détails, voir Fiche technique et Distribution.
Le Beau Monde est une comédie dramatique française réalisée par Julie Lopes-Curval et sortie en 2014.

## Synopsis
Alice, jeune fille douée pour le stylisme, quitte Bayeux et son milieu modeste pour étudier la broderie dans une école parisienne. C'est l'occasion pour elle de découvrir le « beau monde », des us et coutumes différents de ceux qu'elle a toujours connus. Antoine, fils de famille bourgeoise qui s'éprend d'elle, et Harold, créateur de parfums, jouent quelque peu le rôle de passeurs entre les deux univers.

## Fiche technique
- Titre original : Le Beau Monde
- Réalisation : Julie Lopes-Curval
- Scénario : Sophie Hiet, Vincent Mariette et Julie Lopes-Curval
- Photographie : Céline Bozon
- Montage : Muriel Breton
- Musique : Sébastien Schuller
- Producteur : Fabienne Vonier, Francis Boespflug et Stéphane Parthenay
- Production : Pyramide Production et France 3 Cinéma, en association avec Indéfilms 2
- Distribution : Pyramide Distribution
- Pays d'origine :  France
- Genre : comédie dramatique
- Durée : 95 minutes
- Dates de sortie :
  - France : 13 août 2014

## Distribution
- Ana Girardot : Alice
- Bastien Bouillon : Antoine
- Baptiste Lecaplain : Kevin
- Aurélia Petit : Agnès
- Sergi López : Harold
- India Hair : Manon
- Stéphane Bissot : Christiane
- Jean-Noël Brouté : M. Jacquard
- Michèle Gleizer : Arlette
- Jean-Alain Velardo : Fernando

## Tournage
- Bayeux (quartier de la Vallée des Prés) ;
- Plages du Bessin (Grandcamp-Maisy)[1].

## Distinctions

### Nomination et sélection
- Festival international du film de Toronto 2014 : sélection « Contemporary World Cinema »
- Lumières 2015 : Révélation masculine pour Bastien Bouillon